# Triumvirat
Triumvirat foi uma banda alemã de rock progressivo formada em 1969. O seu nome deriva do facto de serem apenas três os seus executantes. Seus fundadores foram Jürgen Fritz, Hans Bathelt e Helmut Köllen. Liderada por Jürgen Fritz, tiveram algum êxito nos anos 70, com uma sonoridade que alguns consideram semelhante a do trio Emerson, Lake & Palmer.

## Membros
- Jūrgen Fritz (teclas)
- Hans Bathelt (bateria)
- Werner Frangenberg (baixo)
- Hans Pape (baixo e voz)
- Helmut Köllen (baixo e voz)
- Barry Palmer (voz)
- Curt Cress (bateria)
- David Hanselmann (voz)
- Matthias Holtmann (baixo)
- Arno Steffen (voz)
- Dick Frangenberg
- Dieter Petereit (baixo)
- Werner Kopal
- Grant Stevens
- John Miles
- Aino Laos
- John Davis
- TM Stevens
- John Parsons
- Wolf Simon

## História
Durante o início, a banda executava músicas de sucesso em lugares famosos de sua cidade natal, Colônia. The Nice e Emerson, Lake & Palmer foram bandas que influenciaram a direção musical do Triumvirat, tanto que a banda incorporou algumas músicas dessas bandas em seu repertório. No alto de sua fama durante a era do rock progressivo na década de 70, o Triumvirat era constantemente chamado de Emerson, Lake & Palmer alemão, ou clone ELP, devido a virtuosidade clássica de Fritz nos teclados e sintetizadores.
No início da década de 1970, a banda enviou uma fita demo para a EMI Records em Colônia e ganhou seu primeiro contrato de gravação. Foram produzidos outros álbuns durante a mesma década, incluindo Mediterranean Tales: Across The Waters e Illusions on a Double Dimple. Em 1975, a banda atingiu o ápice de seu sucesso comercial com o lançamento de Spartacus, que é considerado por muitos um álbum clássico do rock progressivo.
A banda sofreu várias mudanças pessoais (incluindo a perda do vocalista Helmut Köllen, que morreu de asfixia por monóxido de carbono enquanto ouvia algumas de suas músicas de estúdio no carro enquanto o motor estava ligado, em sua garagem). A banda terminou em 1980 com o lançamento de seu álbum final, Russian Roulette.

## Discografia
- 1972 - Mediterranean Tales (Across the Water)
- 1974 - Illusions on a Double Dimple
- 1975 - Spartacus
- 1976 - Old Loves Die Hard
- 1977 - Pompeii
- 1979 - A La Carte
- 1980 - Russian Roulette